# 경상북도칠곡교육지원청
경상북도칠곡교육지원청(慶尙北道漆谷敎育支援廳, Chilgok Office of Education)은 경상북도 칠곡군을 관할하는 경상북도교육청 산하의 교육지원청이다.
교육장은 장학관으로 보한다.

## 산하 기관

### 초등학교
| - 가산초등학교 - 관호초등학교 - 낙산초등학교 - 다부초등학교 - 대교초등학교 - 동명동부초등학교 | - 동명초등학교 - 매원초등학교 - 북삼초등학교 - 오평분교 - 석적초등학교 - 숭산초등학교 | - 신동초등학교 - 약동초등학교 - 약목초등학교 - 왜관동부초등학교 - 왜관중앙초등학교 - 왜관초등학교 | - 인평초등학교 - 장곡초등학교 - 지천초등학교 - 학림초등학교 |

### 중학교
| - 남율중학교 - 동명중학교 - 북삼중학교 - 석전중학교 | - 순심여자중학교 - 순심중학교 - 신동중학교 | - 약목중학교 - 왜관중학교 | - 인평중학교 - 장곡중학교 |